# Peristalite

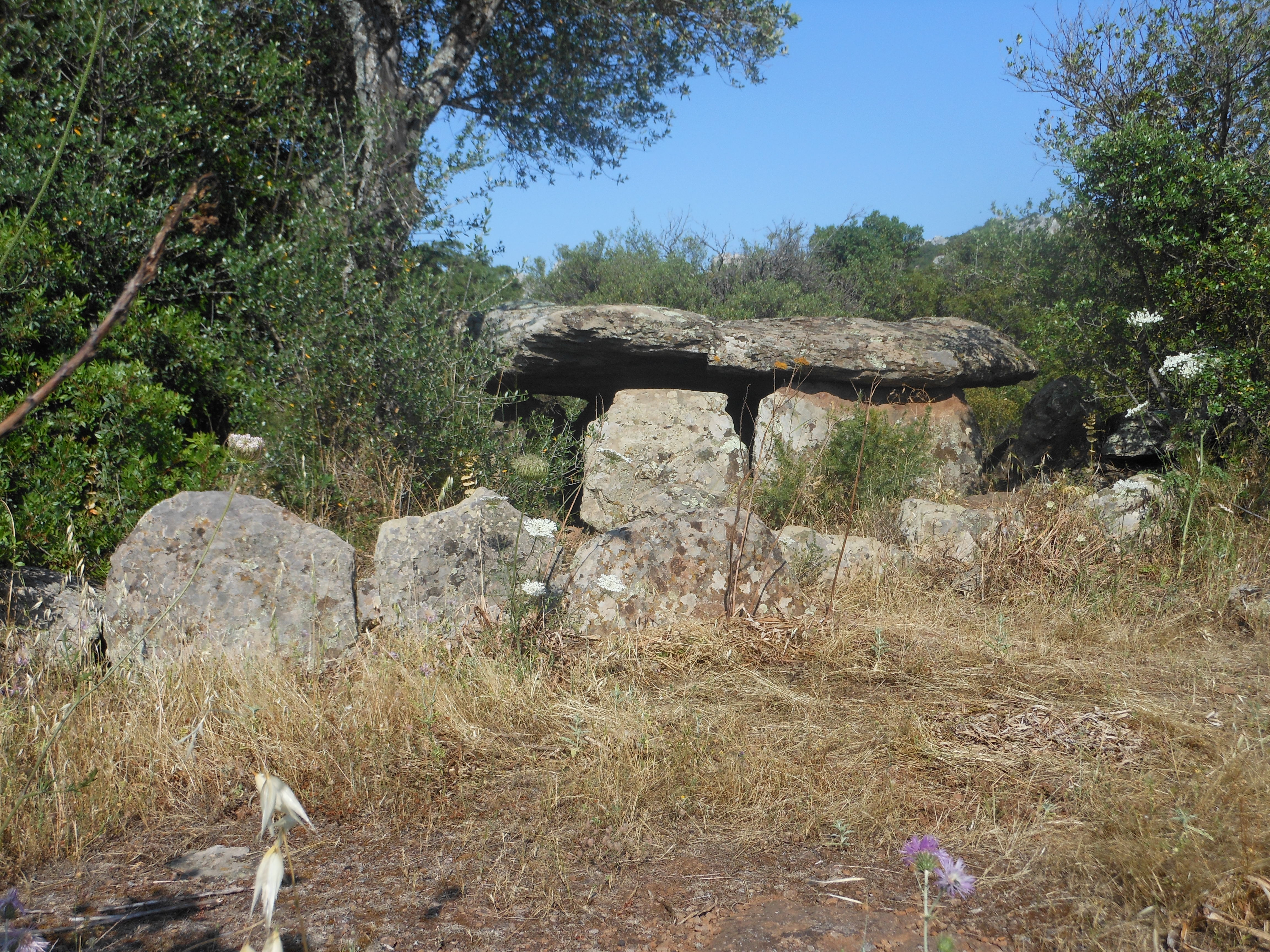
Il peristalite del dolmen di Motorra

Il peristalite è un circolo di pietre saltuariamente realizzato attorno ad alcune tipologie di tombe tipiche del Neolitico, quali ad esempio dolmen, allée couverte e tombe dei giganti, con funzione di contenimento del tumulo di terra o pietrame minuto che ricopriva questo genere di sepolcri. Secondo l'archeologo Bert d'Arragon «è possibile che il peristalite avesse una funzione ambivalente: tecnica quando conteneva il tumulo e religiosa quando fungeva semplicemente da delimitazione sacra fra l’ambito dei vivi e quello dei defunti».
Il peristalite ha forma circolare o ellittica e può essere formato da uno o più cerchi; veniva realizzato con lastre di diversa larghezza e altezza conficcate a coltello nel terreno e poteva anche far parte di un cromlech, ampia area cerimoniale delimitata generalmente da betili o menhir.
A causa della loro instabilità non sono molti i peristaliti sopravvissuti nel tempo come pure i tumuli stessi la cui passata esistenza può essere indiziata proprio e soltanto dalla presenza del peristalite superstite. Se ne possono comunque ancora leggere diversi esempi come ad esempio quelli di Mont'e Prama o del dolmen di Motorra, in  Sardegna.